# 鸭嘴花碱酮
鸭嘴花碱酮（英語：Vasicinone）是一种喹唑啉生物碱。它在体外显示出支气管扩张作用，但在体内显示出支气管收缩作用。鸭嘴花碱酮被证明具有抗过敏作用。它是在骆驼蓬中发现的。
鸭嘴花碱酮与类似物鸭嘴花碱的组合也被进行了研究。两种生物碱的组合（1:1）在体内和体外均显示出显着的支气管扩张活性。这两种生物碱也是呼吸兴奋剂。鸭嘴花碱具有心脏抑制作用，鸭嘴花碱酮是一种弱心脏兴奋剂；通过结合这两种生物碱可以使效果正常化。据报道，鸭嘴花碱具有子宫兴奋作用。